# Yū Kamiya
Thiago Furukawa Lucas (nacido el 10 de noviembre de 1984), que se hace llamar Yū Kamiya (榎宮祐 Kamiya Yū?), es un novelista, ilustrador y youtuber virtual brasileño-japonés.t Trabajó en la adaptación de la novela ligera de Takaya Kagami Itsuka Tenma no Kuro Usagi. En 2013, luego trabajó escribiendo e ilustrando su propia serie de novelas ligeras No Game No Life, que ha sido adaptada al anime, fue catalogada como una de las novelas ligeras más vendidas en 2014 y fue una de las diez series de novelas ligeras en recibir un premio Sugoi Japan Award del periódico Yomiuri Shimbun. En 2015, su nueva novela ligera y serie de manga Clockwork Planet recibió luz verde para una adaptación a anime. En 2011, se casó con Mashiro Hiiragi, quien trabajaría en la adaptación al manga de No Game No Life.

## Carrera profesional
Kamiya es de ascendencia brasileña-japonesa (mitad brasileño, cuarto italiano/portugués, cuarto japonés). Nació en Brasil, pasó su infancia en los Estados Unidos y se mudó a Japón a la edad de 7 años, donde vive actualmente. Su nacionalidad legal es brasileña.
En la escuela primaria, fue acosado por ser extranjero, y en la escuela secundaria no fue a la escuela y jugó videojuegos. En la escuela secundaria, comenzó a dibujar y comenzó a trabajar en dōjin, pero para su primer evento de ventas de dōjinshi, no vendió copias. Sin embargo, a petición de un experto de la industria que vio su revista dо̄jin, sus ilustraciones en color y manga se publicaron en el tercer volumen de MELTY BLOOD Anthology, haciendo su debut comercial mientras aún estaba en la escuela secundaria.
En noviembre de 2005, Kamiya apareció en Dengeki Comic Gao! con su serie E.A.r.T.h, haciendo su debut oficial como mangaka. Esta serie terminó con 4 volúmenes en abril de 2008.
En febrero de 2008, comenzó a publicar Gurīdo Paketto ∞ en la revista Dengeki Maoh de ASCII Media Works. Gurīdo Paketto ∞ ha estado en una pausa indefinida desde agosto de 2011 desde que a Kamiya se le diagnosticó cáncer de estómago en mayo del mismo año.
En noviembre de 2008, comenzó a ilustrar para la serie de novelas ligeras Itsuka Tenma no Kuro Usagi de Takaya Kagami. Esta serie se convirtió en un éxito y se convirtió en un anime en julio de 2011.
En abril de 2012, Kamiya comenzó a publicar la serie de novelas ligeras No Game No Life, que él mismo escribió e ilustró. La serie fue un éxito y se anunció una adaptación al anime en julio de 2013, que se emitió de abril a junio de 2014.
En abril de 2013, comenzó a publicarse su segunda serie de novelas ligeras Clockwork Planet, en autoría conjunta con Tsubaki Himana.
Tanto No Game No Life y Clockwork Planet se han adaptado al manga con Kamiya escribiendo y Mashiro Hiiragi ilustrando. Según Kamiya, este es su «regreso de facto» al negocio del manga.

## Vida personal
Al discutir el origen de su seudónimo, dijo que le gustaba el sonido de «Kamiya» y quería que 神谷 (Kamiya) fuera su apellido, sin embargo Kamiya dijo que tenía miedo de llamarse a sí mismo usando estos kanji, así que dividió el nombre en dos partes, «Ka» y «miya». Luego convirtió cada porción con los ojos cerrados durante unos segundos antes de aterrizar en «榎» (Ka) y «宮» (miya) respectivamente. En cuanto a «Yū» (祐), Kamiya cree que lo tomó del nombre del protagonista principal de Kanon, Yuichi Aizawa, que le apasionaba en ese momento.
Su estilo de ilustración a menudo se llama Kamiya-nuri (榎宮塗り lit. Recubrimiento de Kamiya?), que describe los vívidos colores del arco iris que suelen tener sus ilustraciones.
Kamiya inicialmente trabajó como ilustrador, pero luego se centró en ser mangaka. Cuando hizo su primer trabajo de ilustración de novela ligera, Iregyrāzu Paradaizu, fue despedido por razones no reveladas, y quiso probar suerte en el manga, donde solo él era responsable de todo. Por esta razón, Kamiya rara vez acepta muchos trabajos de ilustración para novelas ligeras y también es la razón por la que ha rechazado ofertas de trabajo de adaptación de manga.
Es fanático de la serie de juegos Touhou Project, muchas ilustraciones presentes en su sitio web oficial son de personajes como Suwako Moriya y Flandre Scarlet.
En mayo de 2011, a Kamiya le diagnosticaron cáncer de estómago. Fue dado de alta del hospital en agosto y todavía está en tratamiento para la prevención del cáncer. Tras el diagnóstico, decidió centrarse en escribir novelas ligeras por ser más compatible con el tratamiento.
En agosto de 2011, Kamiya se casó con su asistente de manga, Mashiro Hiiragi. El 7 de mayo de 2015, se informó que él y Mashiro Hiiragi tuvieron un hijo juntos.

## Trabajos
|                                                                                   |               |                                                                               |                     |
| Título                                                                            | Año           | Notas                                                                         | Refs                |
| E.A.r.T.h (エアリセ Earise?)                                                      | 2006          | Publicado por Dengeki Comics, 1 volumen publicado                             | [ 2 ] [ 21 ]        |
| Greed Packet Unlimited (グリードパケット∞?)                                       | 2008          | Spin-off de la serie E.A.r.T.h Publicado por ASCII Media Works en 4 volúmenes | [ 2 ] [ 22 ]        |
| Itsuka Tenma no Kuro Usagi novelas ligeras Illustrator; escrito por Takaya Kagami | 2008          |                                                                               | [ 4 ]               |
| No Game No Life novelas ligeras                                                   | 2012-presente | Impreso por MF Bunko J Publicado por Media Factory en 10 volúmenes            | [ 4 ] [ 23 ] [ 24 ] |
| No Game No Life manga Ilustrado por Mashiro Hiiragi y Yū Kamiya                   | 2013-presente | Serializado en Gekkan Comic Alive Publicado por Media Factory en 2 volúmenes  | [ 23 ] [ 24 ]       |
| Clockwork Planet novelas ligeras con Tsubaki Himana, ilustradas por Shino         | 2013-2015     | Publicada por Kōdansha en 4 volúmenes                                         | [ 8 ] [ 25 ] [ 26 ] |
| Clockwork Planet manga con Tsubaki Himana, ilustrado por Kuro                     | 2013-2018     | Serializado en Gekkan Shōnen Sirius Publicado por Kōdansha en 10 volúmenes    | [ 8 ] [ 25 ]        |